# 伊藤機関工業
伊藤機関工業株式会社（いとうきかんこうぎょうかぶしきかいしゃ）は、1950年（昭和25年）から1962年（昭和37年）迄愛知県名古屋市に存在した日本のオートバイメーカーだった。IMC号と名付けられたオートバイを製造販売していた。

## 歴史
戦時中、三菱航空名古屋機械製作所に勤めていた伊藤仁一が1947年に興した個人経営の伊藤モータースが前身である。伊藤モータースでは、旧日本軍が放出した78ccの2ストロークエンジン（戦車の電源充電用に使われていた物）を自転車に取り付けるためのバイクモーターへと流用し、ハヤブサ号として発売した。ハヤブサ号は良好な始動性と高性能によって人気となり、放出エンジンのストックを使い切ってしまった伊藤は、エンジンの製造元であったトーハツに新たなエンジンの製造を依頼した。ところが、トーハツは伊藤に断り無く同じエンジンを使ったバイクを発売してしまい、伊藤はトーハツとの差別化のためにハヤブサ号のフレームに改良を加え、B型、C型とモデルチェンジを繰り返した。
1950年、伊藤は伊藤モータースを法人化して伊藤機関工業株式会社とした。同時にハヤブサ号のモデル名を三菱製の148ccエンジンを積んだD型からはIMC号とし、IMC D型として発売した。IMCとは「伊藤モーターサイクル」の略である。伊藤は一貫して「一流品のエンジンを調達し、自前のフレームに搭載する」という主義をとったが、当時の中小規模のオートバイメーカーはほとんどがこのように他社製のエンジンや部品を購入して組み立てるという、所謂アッセンブリメーカーだった。
1952年には当時のこのクラスとしては珍しい油圧式テレスコピックフロントフォークを採用したIMC F型（148cc空冷4ストローク単気筒）を発売。この年、昭和区に100坪の土地を買い取って新工場を建設し、工員50人、月産200台の規模となっていた。
オートバイブームがピークを迎えつつあった1953年、地元の名古屋市周辺の公道を使った名古屋TTレースが開催され、IMC号チームは出場した3台が全て完走して全19メーカー中総合7位を獲得した。また、同年には片山産業製のオリンパスエンジンを搭載して飛躍的に性能向上を果たしたH型が発売された。
1954年発売のIMC K型はみづほ自動車製作所（キャブトン）製の249ccエンジンを搭載し、『モーターサイクリスト』誌主催のモーターサイクルスタイルコンクールで1位に選ばれ「最も美しいモーターサイクル」とまで言われたが、翌1955年、当のみづほ自動車製作所が同じエンジンを搭載したみずほ号を低価格で売り出した上に、他社へのエンジン供給を一方的に停止してしまう。IMCはやむを得ず川崎航空機製のエンジンに積み替えたM型で対抗した。また1955年には、前年に車両法の改正によって原付2種の排気量が125cc以下となったのに合わせ、富士自動車製2ストロークのガスデンエンジンを積んだIMC NB型を発売した。
1956年、それまでの工場が手狭になったために名古屋市港区に新たに760坪の土地を購入して工場を建て、翌1957年から新工場で操業を開始した。この頃にはすでに乱立していたオートバイメーカーの淘汰が始まっており、みづほ自動車製作所も無理な低価格戦略が祟って1956年には倒産していた。それでも伊藤機関工業は、社長を含めて出張には3等車を使うなどといった徹底的な経費節減によって経営を維持し、最盛期の月産300台を守り続けた。同年にはNB型の車体に200ccのガスデンエンジンを搭載したIMC P型を発売し、以後IMCは全ての車体にガスデンのエンジンが搭載されることになる。
しかし1959年9月26日、伊勢湾台風が名古屋を直撃し、港区にあったIMCの工場も高潮によって水没する被害を受けた。エンジンを始めとする部品は全て潮水をかぶって使い物にならなくなり、工場は2ヶ月の間休業せざるを得なくなった。ちょうど庶民の足としてのオートバイの競争相手としてミゼットなどの軽3輪や軽4輪が台頭してきた時期であり、またホンダやヤマハなどの強力なライバルメーカーが猛攻をかけてきた時でもあった。そんな時の大打撃に加えて休業中に代理店が他社に乗り換えるといった痛手もこうむり、この時を境として伊藤機関工業は一気に衰退していくことになる。
1960年には125cc単気筒のBA型や、BA型を2気筒エンジンに換装して高性能化したBC型、ホンダドリームを意識したサスペンションやフレームを採用したKB型（250cc）などの新製品を投入するがかつての勢いを取り戻すことはできず、1961年、ついに収支が赤字に転じた。そんな中で起死回生を図って従来のプレスフレームからパイプフレームに変更したスポーツモデルのBD型を計画したが、完成したのはわずかに1台だけであった。伊藤は会社を整理することを決心して債権者に整理宣言を行い、市場で稼動しているIMCの修理のために部品の販売だけを継続し、購入時の10倍以上に値上がりしていた工場の土地を売却して赤字を埋めた。1962年に会社は中部日産ディーゼルに吸収合併され、伊藤機関工業は消滅した。

## 主な製品
| 発売年 | 車名       | 車両種別   | 排気量 | エンジン                            | 備考                                                                 |
| ------ | ---------- | ---------- | ------ | ----------------------------------- | -------------------------------------------------------------------- |
| 1947   | ハヤブサ A | 原付       | 79cc   | トーハツ 空冷2ストローク単気筒      | トーハツ製のエンジンにマフラー、燃料タンクを取り付けたバイクモーター |
| 1948   | ハヤブサ B | 原付       | 79cc   | トーハツ 空冷2ストローク単気筒      | A型のエンジンを搭載したモーターサイクル                              |
| 1949   | ハヤブサ C | 原付       | 79cc   | トーハツ 空冷2ストローク単気筒      | エンジンマウントなどを変更した全面改良モデル                         |
| 1950   | IMC D      | 軽2輪      | 148cc  | 三菱 空冷4ストロークSV単気筒        | 三菱のサイドバルブ単気筒エンジンを搭載                               |
| 1951   | IMC E      | 軽2輪      | 148cc  | 三菱 空冷4ストロークSV単気筒        |                                                                      |
| 1952   | IMC F      | 軽2輪      | 148cc  | 三菱 空冷4ストロークSV単気筒        | 油圧式テレスコピックフロントフォークを採用                           |
| 1952   | IMC G      | 軽2輪      | 175cc  | 三菱 空冷4ストロークSV単気筒        | F型の排気量拡大版                                                    |
| 1953   | IMC H      | 軽2輪      | 148cc  | オリンパス 空冷4ストロークOHV単気筒 | G型のフレームにオリンパスエンジンを搭載したモデル                    |
| 1953   | IMC I      | 軽2輪      | 148cc  | 三菱 空冷4ストロークSV単気筒        | F型の外見をH型同様に変更                                             |
| 1954   | IMC J      | 軽2輪      | 175cc  | 三菱 空冷4ストロークSV単気筒        |                                                                      |
| 1954   | IMC K      | 軽2輪      | 249cc  | みずほ 空冷4ストロークOHV単気筒     | デザイン賞を獲得                                                     |
| 1955   | IMC NB     | 軽2輪      | 122cc  | ガスデン 空冷2ストローク単気筒      | ガスデンエンジンを初採用したモデル                                   |
| 1955   | IMC JL     | 軽2輪      | 175cc  | 三菱 空冷4ストロークSV単気筒        |                                                                      |
| 1955   | IMC M      | 軽2輪      | 247cc  | 川崎航空機 空冷4ストロークOHV単気筒 | みずほからのエンジン供給がストップしたためK型のエンジンを換装        |
| 1956   | IMC OB     | 軽2輪      | 122cc  | ガスデン 空冷2ストローク単気筒      | ガスデン製新型エンジンを搭載                                         |
| 1956   | IMC P      | 軽2輪      | 198cc  | ガスデン 空冷2ストローク単気筒      | NB型の車体に198ccエンジンを搭載したモデル                            |
| 1956   | IMC R      | 軽2輪      | 243cc  | ガスデン 空冷2ストローク2気筒       | 全排気量にガスデンエンジンを採用                                     |
| 1957   | IMC QB     | 軽2輪      | 122cc  | ガスデン 空冷2ストローク単気筒      | アールズフォーク採用                                                 |
| 1957   | IMC MS     | 軽2輪      | 247cc  | 川崎航空機 空冷4ストロークOHV単気筒 | M型のフロントフォークをアールズフォークに変更したモデル              |
| 1957   | IMC T      | 軽2輪      | 243cc  | ガスデン 空冷2ストローク2気筒       | R型をスポーティーなイメージに変更                                    |
| 1958   | IMC U      | 軽2輪      | 199cc  | ガスデン 空冷2ストローク単気筒      |                                                                      |
| 1960   | IMC BA     | 原付2種    | 122cc  | ガスデン 空冷2ストローク単気筒      | 実用車モデル                                                         |
| 1960   | IMC BC     | 原付2種    | 124cc  | ガスデン 空冷2ストローク2気筒       | BA型の車体に2気筒エンジンを搭載                                      |
| 1960   | IMC KB     | 軽2輪      | 246cc  | ガスデン 空冷2ストローク2気筒       |                                                                      |
| 1961   | IMC BCS    | （試作車） | 124cc  | ガスデン 空冷2ストローク2気筒       | BC型ベースのスポーツモデル。モーターショーに出品。                   |
| 1961   | IMC MA     | 原付1種    | 50cc   | ガスデン 空冷2ストローク単気筒      |                                                                      |
| 1962   | IMC BD     | 原付2種    | 124cc  | ガスデン 空冷2ストローク単気筒      | IMC最後のモデル                                                      |